# Condado de Grant (Novo México)
O Condado de Grant é um dos 33 condados do Estado americano do Novo México. A sede do condado é Silver City, e sua maior cidade é Silver City. O condado possui uma área de 10 276 km² (dos quais 4 km² estão cobertos por água), uma população de 31 002 habitantes, e uma densidade populacional de 3 hab/km² (segundo o censo nacional de 2000). O condado foi fundado em 1868.